# Kentucky Colonels 1968-1969
La stagione 1968-69 dei Kentucky Colonels fu la 2ª nella ABA per la franchigia.
I Kentucky Colonels arrivarono secondi nella Eastern Division con un record di 42-36. Nei play-off persero la semifinale di divisione con gli Indiana Pacers (4-3).
Nel roster della stagione figura anche Penny Ann Early, una fantina venticinquenne la cui vicenda riempì le cronache del periodo. I colleghi uomini si rifiutarono, infatti, di competere contro di lei a Churchill Downs.
Il direttore delle pubbliche relazioni dei Colonels, Charlie Mastin, e il general manager William Motsch, le offrirono la possibilità di diventare la prima donna a giocare in una lega professionistica maschile di pallacanestro.
Ufficialmente giocò nella partita del 27 novembre 1968 contro i Los Angeles Stars, ma di fatto la sua unica azione fu una rimessa per Bobby Rascoe, che chiamò immediatamente un time-out.

## Roster
| N° | Naz.                   | Ruolo | Sportivo         | Anno | Alt. | Peso |
| -- | ---------------------- | ----- | ---------------- | ---- | ---- | ---- |
|    | Stati Uniti (bandiera) | AC    | Henry Akin       | 1944 | 208  | 102  |
|    | Stati Uniti (bandiera) | AC    | Ollie Darden     | 1944 | 201  | 107  |
| 3  | Stati Uniti (bandiera) | G     | Penny Ann Early  | 1943 | 160  | 52   |
| 10 | Stati Uniti (bandiera) | G     | Louie Dampier    | 1944 | 183  | 77   |
| 14 | Stati Uniti (bandiera) | A     | Johnny Jones     | 1943 | 201  | 93   |
| 22 | Stati Uniti (bandiera) | AC    | Goose Ligon      | 1944 | 201  | 95   |
| 24 | Stati Uniti (bandiera) | C     | Jim Caldwell     | 1943 | 208  | 109  |
| 25 | Stati Uniti (bandiera) | C     | Dan Anderson     | 1943 | 208  | 104  |
| 25 | Stati Uniti (bandiera) | A     | Randy Mahaffey   | 1945 | 201  | 95   |
| 25 | Stati Uniti (bandiera) | C     | Elton McGriff    | 1942 | 206  | 102  |
| 34 | Stati Uniti (bandiera) | G     | Paul Long        | 1944 | 188  | 82   |
| 35 | Stati Uniti (bandiera) | G     | Darel Carrier    | 1940 | 191  | 84   |
| 40 | Stati Uniti (bandiera) | GA    | Wayne Chapman    | 1945 | 198  | 86   |
| 42 | Stati Uniti (bandiera) | G     | Manny Leaks      | 1945 | 203  | 102  |
| 44 | Stati Uniti (bandiera) | GA    | Reggie Lacefield | 1945 | 196  | 104  |
| 45 | Stati Uniti (bandiera) | GA    | Bobby Rascoe     | 1940 | 193  | 93   |
| 52 | Stati Uniti (bandiera) | A     | Sam Smith        | 1944 | 201  | 104  |
| 54 | Stati Uniti (bandiera) | AC    | Gene Moore       | 1945 | 206  | 102  |

## Staff tecnico
- Allenatore: Gene Rhodes
- Preparatore atletico: Bill Antonini